# Spoorlijn Hochneukirch - Stolberg
De spoorlijn Hochneukirch - Stolberg of (Inde)Talbahn) is een spoorlijn van Hochneukirch naar Stolberg in de Duitse deelstaat Noordrijn-Westfalen. De verbinding is als spoorlijn 2571 onder beheer van DB Netze.

## Geschiedenis
Het het eerste gedeelte tussen Hochneukirch en Eschweiler werd door de Bergisch-Märkischen Eisenbahn-Gesellschaft geopend op 23 september 1873. Het traject van Eschweiler naar Stolberg werd op geopend in 1875. In 1920 werd het bedrijf overgenomen door Deutsche Reichsbahn.
Op 14 juni 2009 werd het traject tussen Eschweiler-Weisweiler en Langerwehe door Deutsche Bahn AG (DB) geopend.

## Treindiensten
Op 1 juni 1980 werd het personenvervoer tussen Eschweiler-Röhe en Eschweiler-Aue stilgelegd. Op 22 mei 1983 werd het personenvervoer op het hele traject stilgelegd. Thans verzorgt de Deutsche Bahn op het resterende gedeelte het personenvervoer op dit traject met RB treinen.

### euregiobahn
De euregiobahn verzorgt het personenvervoer op dit traject met RB treinen. Deze treindienst wordt uitgevoerd door DB Regio NRW.
| Serie | Treinsoort                  | Route | Bijzonderheden |
| ----- | --------------------------- | --- | -------------- |
| RB 20 | Regionalbahn (DB Regio NRW) | Stolberg (Rheinl) Hbf – Eschweiler-St. Jöris – Alsdorf-Annapark – Herzogenrath – Aachen Hbf – Stolberg (Rheinl) Hbf – [ Stolberg Altstadt ] / [ Langerwehe – Düren ] |                |

## Aansluitingen
In de volgende plaatsen is of was er een aansluiting op de volgende spoorlijnen:
Hochneukirch
DB 2611 spoorlijn tussen Keulen en Rheydt
Ameln
DB 2582 spoorlijn tussen Bedburg en Ameln
Jülich
DB 2540 spoorlijn tussen Jülich en Dalheim
DB 2555 spoorlijn tussen Aachen Nord en Jülich
DB 9241 spoorlijn tussen Jülich en Puffendorf
DB 9304 spoorlijn tussen Jülich en Düren
Eschweiler-Weisweiler
DB 2575, spoorlijn tussen Langerwehe en Eschweiler-Weisweiler
Stolberg (Rheinland) Hbf
DB 2570 spoorlijn tussen Stolberg en Herzogenrath
DB 2572 spoorlijn tussen Stolberg en Sankt-Vith
DB 2573, spoorlijn tussen Stolberg Sof en Stolberg Sif
DB 2574, spoorlijn tussen Stolberg en Münsterbusch
DB 2600 spoorlijn tussen Keulen en Aken